# Förvaltningsrätten i Falun
Förvaltningsrätten i Falun är en förvaltningsdomstol som har ersatt Länsrätten i Dalarnas län och Länsrätten i Gävleborgs län och dömer i förvaltningsmål i första instans.

## Domkrets
Förvaltningsrättens domkrets är Dalarnas och Gävleborgs län.

## Fotnot
1. ↑  5 § Förordningen (1977:937) om allmänna förvaltningsdomstolars behörighet m.m. i dess lydelse från den 15 februari 2010, förordning 2009:872